# 圣让德拉讷维尔
圣让德拉讷维尔（法語：Saint-Jean-de-la-Neuville，法語發音：[sɛ̃ ʒɑ̃ də la nøvil]）是法国滨海塞纳省的一个市镇，属于勒阿弗尔区。

## 地理
圣让德拉讷维尔（49°34'28"N, 0°25'12"E）面积7.93 平方千米，位于法国诺曼底大区滨海塞纳省，该省份为法国北部沿海省份，其西部及北部濒大西洋英吉利海峡，东起顺时针与索姆省、瓦兹省、厄尔省和卡爾瓦多斯省接壤。
与圣让德拉讷维尔接壤的市镇（或旧市镇、城区）包括：伯兹维尔-拉格勒尼耶、博尔贝克、努万托、圣厄斯塔什拉福雷、圣吉勒德拉讷维尔、三石村。

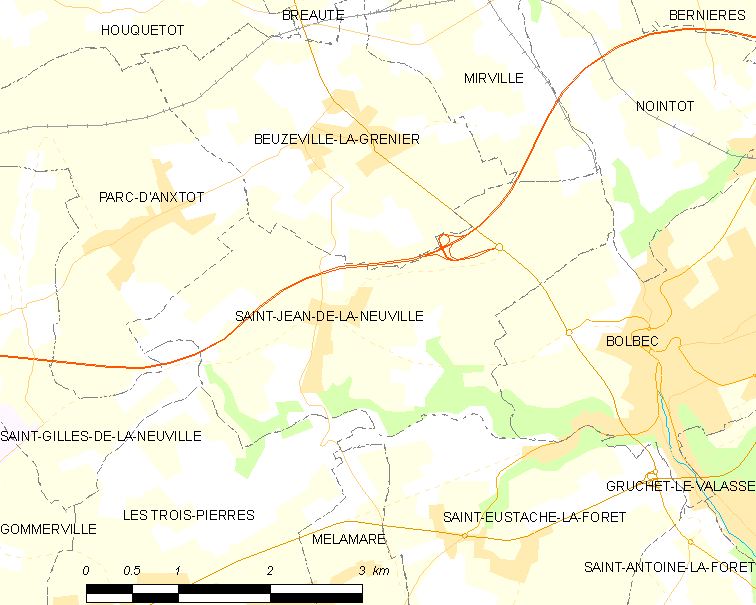
圣让德拉讷维尔的OSM定位图

圣让德拉讷维尔的时区为UTC+01:00、UTC+02:00（夏令时）。

## 行政
圣让德拉讷维尔的邮政编码为76210，INSEE市镇编码为76593。

## 政治
圣让德拉讷维尔所属的省级选区为博尔贝克县。

## 人口

1962-2008年间圣让德拉讷维尔人口变化图示

圣让德拉讷维尔于2022年1月1日时的人口数量为664人。